# Autoroute A1 (Chypre)
Pour les articles homonymes, voir A1 et Autoroute A1.
L'autoroute A1 (grec moderne : αυτοκινητόδρομος Α1/Aftokinitodromos A1 ; turc : otoyol A1) est une autoroute chypriote reliant Nicosie à Limassol.

## Tracé
- 1 : Nicosie
- 2 : Strovolos
- 3 : Latsia
- 4 : Tseri
- 5 : Dali
- Échangeur entre A1 et A2 : Larnaca
- 6 : Alampra (en)
- 7 : Mosfilotí
- 8 : Kórnos
- Échangeur entre A1 et A5 : Larnaca
- 9 : Kofínou
- 10 : Choirokoitia
- 11 : Zygi
- 12 : Kalymnos
- 13 : Pentakomo
- 14 : Moni
- 15 : St. Raphael
- 16 : Ágios Týchonas
- 17 : Mouttagiáka
- 18 : Limassol Est
- 19 : Limassol Nord-Ouest
- 20 : Limassol Mesa Yitonia
- 21 : Limassol Nord
- 22 : Limassol Centre
- 23 : Limassol Ouest
- Échangeur entre A1 et A6 : Paphos